# آبریلومب
آبریلومب (انگلیسی: Abrilumab) یک پادتن مونوکلونال آزمایشی است که به منظور درمان بیماری‌های التهابی روده یعنی کولیت زخمی و بیماری کرون طراحی شده‌است.